# Nanyuki
Nanyuki – miasto w środkowej Kenii, nad rzekami Nanyuki i Liki. Największe miasto w hrabstwie Laikipia. Liczy 72,8 tys. mieszkańców. Od 1974 znajduje się tutaj główna baza lotnicza Kenijskich Sił Powietrznych. 